# Nathan Gill
Nathan Lee Gill (Kingston upon Hull, 6 luglio 1973) è un politico britannico, ex membro dell'UKIP, e attualmente per il Reform UK. È stato membro del Parlamento europeo per il Galles dal 2014 al 2020.

## Biografia
Nato in Inghilterra, si trasferì ad Anglesey, in Galles, con la sua famiglia da bambino. Dopo aver completato gli studi, ha rilevato l'attività di famiglia nel campo delle cure geriatriche.
Gill è sposato e sua moglie viene dagli Stati Uniti. La coppia ha cinque figli. È un membro confessante della Chiesa di Gesù Cristo dei santi degli ultimi giorni, per la quale ha servito come vescovo a Anglesey per un periodo di sei anni.

## Carriera politica
Gill è stato inizialmente membro del Partito Conservatore, ma è entrato a far parte dell'UKIP nel 2005. Nell'agosto 2013, si è candidato per un seggio nell'Assemblea nazionale per il Galles nella circoscrizione elettorale di Anglesey. È stato sconfitto dal vittorioso Rhun ap Iorwerth di Plaid Cymru, ma con il 14,32 percento ha raggiunto la più alta percentuale di voti per il suo partito in un'elezione per il Parlamento gallese.
Dopo aver lavorato come assistente dell'eurodeputato John Bufton, il partito lo ha designato dopo il suo ritiro per motivi di salute per le elezioni europee del 2014 come il miglior candidato nella circoscrizione elettorale del Galles. Ha vinto uno dei quattro mandati da assegnare ed è membro della commissione per la pesca al Parlamento europeo.
Nel dicembre 2014, è stato eletto presidente dell'UKIP Welsh Association. Alle elezioni del maggio 2016, ha ottenuto un seggio all'Assemblea nazionale per il Galles. Si candido quindi per la presidenza del gruppo, ma perse contro Neil Hamilton. La decisione ha suscitato critiche da parte dell'allora leader del partito Nigel Farage. Sebbene Gill avesse precedentemente annunciato che avrebbe rinunciato al seggio al Parlamento europeo in caso di elezioni per l'Assemblea nazionale, si è allontanato da questo piano. Dopo che la leadership dell'UKIP ha minacciato di espellerlo dal partito se non avesse rinunciato a uno dei suoi due mandati, Gill ha lasciato la fazione nell'agosto 2016. Allo stesso tempo, ha annunciato che avrebbe agito come membro indipendente del parlamento. Nel dicembre 2017, alla fine ha rinunciato al suo incarico, succedendoli Mandy Jones.
Nel dicembre 2018, Gill ha annunciato che avrebbe lasciato l'UKIP, spingendo il partito a cambiare rotta. Si preoccupa sempre meno del sostegno della Brexit, mentre l'islamofobia viene alla ribalta. In particolare, ha attaccato ciò con la maggiore influenza di Tommy Robinson. Alle elezioni europee del 2019, è di nuovo in corsa, per il Partito della Brexit.